# Підлісово
Підлі́сово (рос. Подлесово) — присілок у складі Кічменгсько-Городецького району Вологодської області, Росія. Входить до складу Єнангського сільського поселення.

## Населення
Населення — 9 осіб (2010; 14 у 2002).
Національний склад (станом на 2002 рік):
- росіяни — 100 %